# Madecassorythus raphaeli
Madecassorythus raphaeli is een haft uit de familie Tricorythidae. De wetenschappelijke naam van de soort is voor het eerst geldig gepubliceerd in 2000 door Oliarinony & Sartori.
De soort komt voor in het Afrotropisch gebied.